# Rendez-Vous Lyon
Rendez-Vous Lyon fu un concerto tenuto dal musicista francese Jean-Michel Jarre nella sua città natale, Lione, il 5 ottobre 1986. Il concerto fu organizzato in occasione della visita del papa Giovanni Paolo II nella città francese e richiamò più di 800.000 spettatori. Una videocassetta con riprese dell'evento fu pubblicata qualche mese dopo, ed alcuni dei brani eseguiti furono inseriti nell'album In Concert Houston-Lyon.

## Tracklist
Questo è l'elenco dei brani eseguiti durante il concerto.
- "Ethnicolor"
- "Magnetic Fields 1"
- "Wooloomooloo"
- "Equinoxe 7"
- "Souvenir of China"
- "Equinoxe 5"
- "Rendez-Vous 3"
- "Rendez-Vous 2"
- "Rendez-Vous 6"
- "Rendez-Vous 4"
- "Rendez-Vous 4" (encore)